# 400 East Randolph

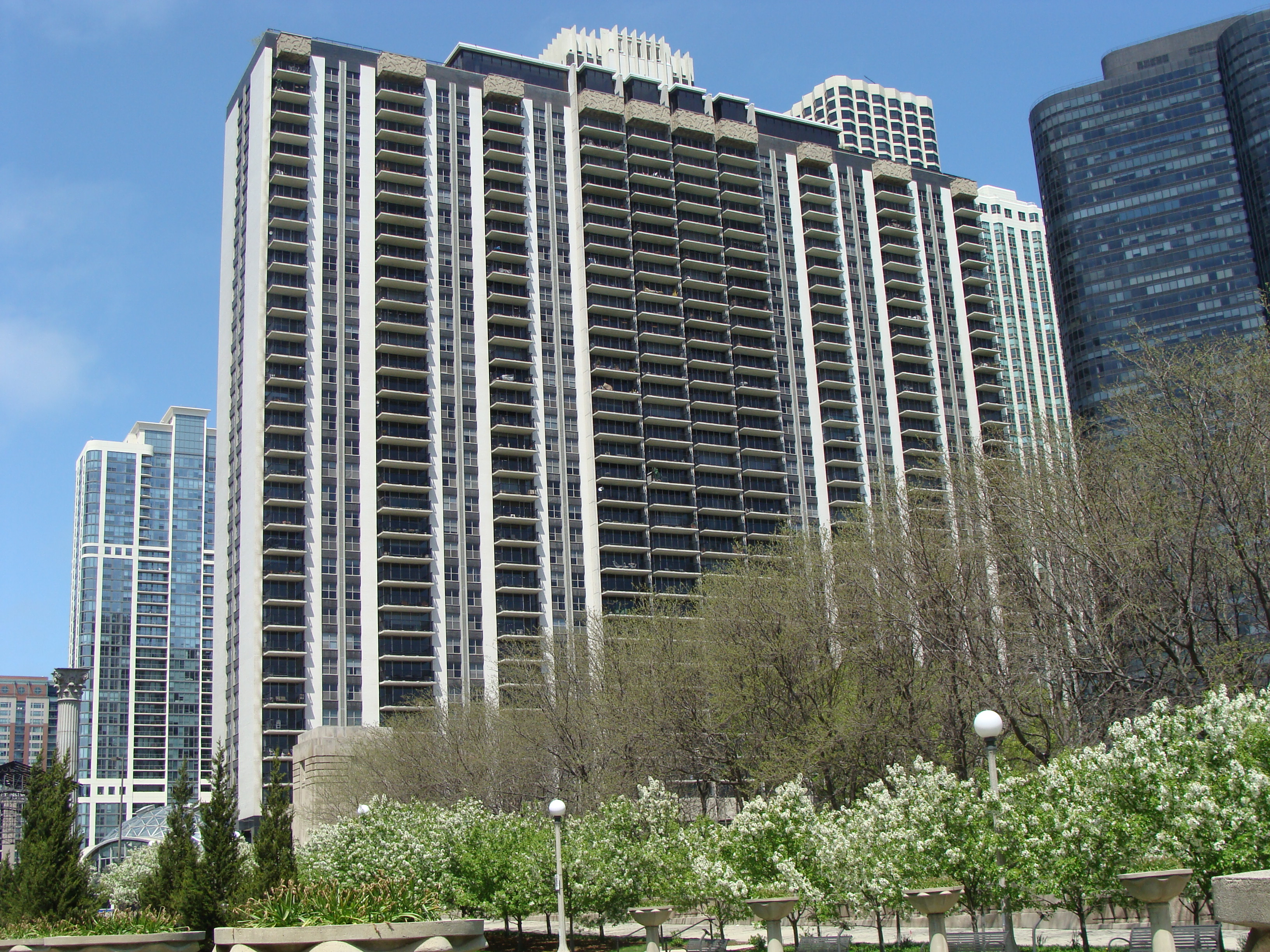
Le 400 East Randolph.

Le 400 East Randolph en forme longue 400 East Randolph Street Condominiums (anciennement Outer Drive East) est un immeuble résidentiel situé sur East Randolph Street, dans le quartier de New Eastside en centre-ville de Chicago, dans l'État de l'Illinois aux États-Unis.
Désigné par la firme d'architectes Reinheimer & Associates, l'immeuble compte 40 étages et se compose principalement d'appartements résidentiels mais comporte aussi plusieurs commerces et restaurants au rez-de-chaussée. Situé à New Eastside, un quartier dépendant du secteur financier du Loop, l'immeuble se trouve entre The Buckingham Building à l'ouest et Harbor Point à l'est, à quelques dizaines de mètres des rives du lac Michigan et en bordure de Lake Shore Drive.
Deux grands parcs publics, Millennium Park et Lakeshore East Park se trouvent à proximité immédiate de l'immeuble, au sud et au nord respectivement. Construit en 1963, le 400 East Randolph est le plus ancien immeuble résidentiel du quartier de New Eastside. En 1975, l'immeuble subit plusieurs travaux qui s'échalonneront sur une période de six mois : la reconversion des appartements du rez-de-chaussée en commerces ainsi que la transformation sur plusieurs étages d'appartements en condominiums.